# Bremen Zwei
 (août 2017).
Le contenu est difficilement compréhensible vu les erreurs de traduction, qui sont peut-être dues à l'utilisation d'un logiciel de traduction automatique.
Bremen Zwei est une station de radio appartenant au groupe Radio Bremen. Lors de son lancement, le 12 août 2017, elle remplace la radio Nordwestradio.

## Historique
Bremen Zwei est la successeure légale à la station de radio Nordwestradio, ayant remplacé dans les premières heures du 12 août 2017, toutes les fréquences et les canaux de distribution.

## Identité de la station
Radio Bremen est l'entreprise responsable de la production technique et de la diffusion de Bremen Zwei.
Même le concept des anciennes de la Nordwestradio sont les différences. Ainsi, la part de la culture est nettement supérieure à celle de la radio nord-ouest, mais il enfallen les transmissions des services du dimanche, qui seront remplacés par des programmes alternatifs avec un contenu religieux. En outre, une augmentation significative avec le début de Bremen Zwei du contenu en direct.Bremen Zwei enverra un programme en direct durant la période de 7-18:00 le week-end. Au cours de la semaine de la partie en direct de jazz, soul et le programme de musique classique seront renforcés. De plus, le concept du nouveau Bremen Zwei comprend slots de programmation pour les formats longs, tels que la transmission des concerts classiques, des livres audio, des fonctions radio et concepts de série.[incompréhensible],,,.

## Programmation
Le programme culturel de Bremen Zwei diffère sensiblement de celui qui prévalait à Radio Bremen 2, la prédécesseur de la Nordwestradio.

## Diffusion

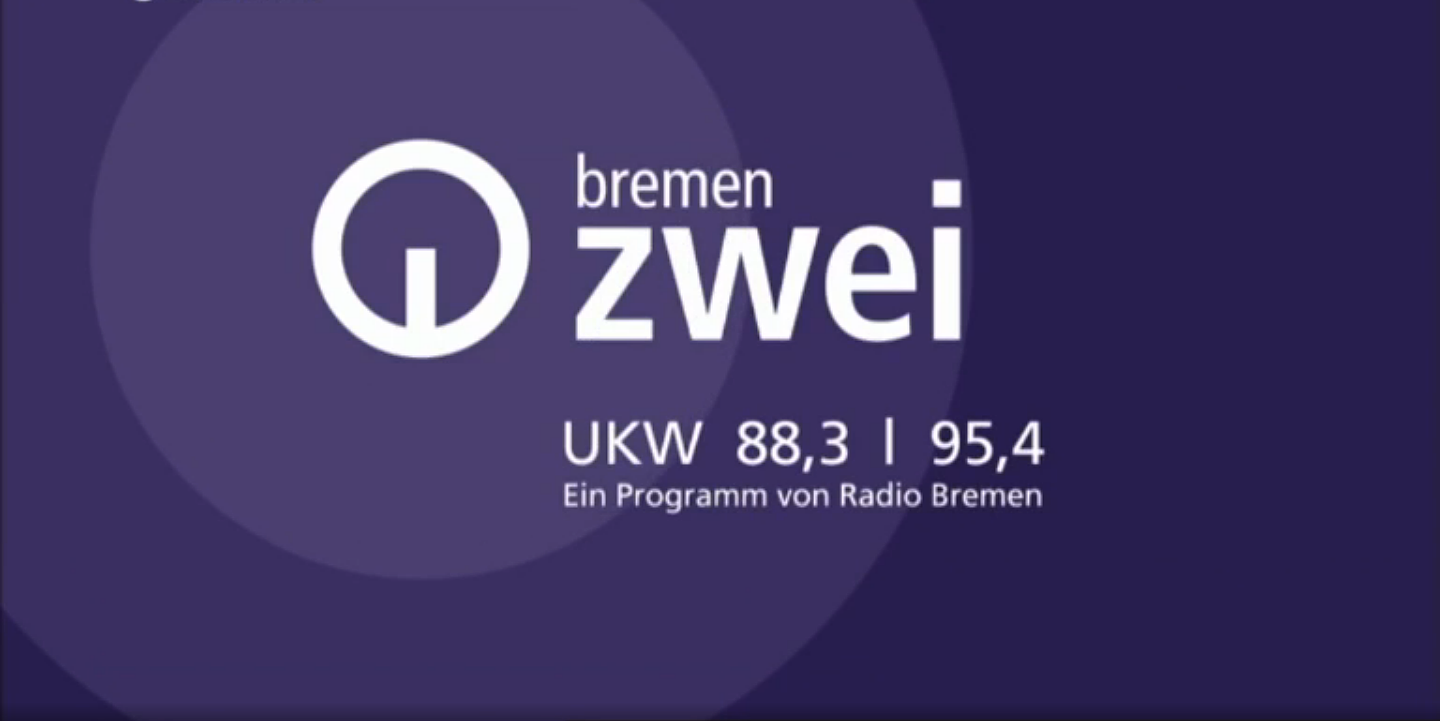
teaser pour les nouveaux Bremen Zwei avec les spécifications de fréquence

Bremen Zwei s'appuie sur deux fréquences FM pour diffuser ses programmes, la zone de service étant le Pays de Brême et le nord-ouest de la Basse-Saxe :
- en Brême : 88,3 MHz à partir d'un émetteur de 100 kW ;
- à Bremerhaven : 95,4 MHz, la puissance de l'émetteur étant de 25 kW.

L'émetteur est par Astra 1H de satellite DVB-S par satellite, transpondeur 93 (12,266 GHz, polarisation horiz.) Pour entendre. La réception dans le monde entier via un  Internet Diffusion en direct est offert. A également lieu dans la diffusion Bremen via DAB + (canal 7B) et filaire (Pays de Brême: analogique et DVB-C, DVB-C du pays Allemagne)[incompréhensible]